# Morteni
Morteni es una comuna ubicada en el distrito de Dâmbovița, Rumania.

## Superficie
Posee una superficie de 53,29 kilómetros cuadrados.

## Demografía
Hasta 2021 la población era de 2564 habitantes, con una densidad de población de 48,11 habitantes por kilómetro cuadrado.